# Немертини
Немертините (Nemertea) са тип многоклетъчни животни, обхващащ малка група червеи, около 700 – 800 вида. Те се характеризират с белези, които ги поставят между плоските и кръглите червеи. Забележителното при тях е, че за пръв път в еволюцията се появява кръвоносна система.
Немертините са водни животни, като мнозинството от тях живеят в солени води.

## Произход
За родството на немертините с турбелариите говори голямата близост в строежа на двете групи червеи. Съществува и друго мнение, според което немертините произлизат от висшите червеи – прешленести червеи. Основание за това привържениците на тази теория намират в наличието на кръвоносна система, както и в това, че по време на ембрионалното развитие у немертините се появява зачатък на целом, който при някои се запазва даже до възрастно състояние.

## Анатомия и физиология
Тялото на немертините най-често е дълго, цилиндрично, по-рядко гръбно-коремно сплескано. На дължина достигат от 1 – 2 cm до 30 m, макар че най-често не надвишават 30 – 40 cm до 1 – 1,5 m. Оцветяването на тялото е разнообразно – от тъмни или млечнобели цветове до яркозелени, червени или дори пъстри.
Тези червеи имат кожно-мускулна торба, която има сходен строеж с този на тубелариите. Отвън се намира ресничест епител, сред който има много жлезисти клетки. Под епитела са разположени два слоя мускули. Външният е съставен от напречно разположени мускулни влакна, а вътрешният от надлъжно разположени мускулни влакна. При някои видове немертини се появява и трети слой мускули. Освен тези мускули при немертини се развиват и гръбно-коремно разположени мускулни групи.
Телесната празнина е изпълнена с паренхимни клетки.

## Храносмилателна система
У немертините за първи път храносмилателната система добива завършен вид, като се появява и задно черво и анус.
Към храносмилателната система се отнася и специализираният орган за улавяне на плячката. Това е т. нар. хобот. Той е различно дълъг при различните видове и може да се изхвърля напред и да се прибира в специално влагалище, разположено под устата. Хоботът представлява дълга цилиндрична тръба, на върха на която при много видове има остри игловидни шипчета – стилети, чрез които жертвата бива прободена и убита. При други видове, които нямат стилети, жертвата се убива с отрова, която отделят епителните клетки на хобота.
За храна на немертините служат различни дребни животни – червеи, ракообразни и др. Тяхното смилане започва от червото, но продължава в паренхимните клетки. Разпределянето на храната из тялото става с помощта на кръвоносната система.

## Отделителна система
Отделителната система е съставена от множество протонефридиални клетки (система от каналчета), които са разположени в специални вдлъбвания на кръвоносните съдове. Благодарение на това отпадъчните продукти много лесно навлизат по дифузен път от кръвта в протонефридията. Каналчетата на многобройните протонефридиални клетки се сливат постепенно като се обособяват два канала, разположени от двете страни на тялото, които се откриват с отвори навън.

## Кръвоносна система
Кръвоносната система е от затворен тип. Тя е съставена от три кръвоносни съда – два странични и един гръбен. Те се сливат в предната част на тялото, но по цялото си протежение са свързани с пръстеновидни кръвоносни съдове.
Кръвта участва в разнасянето на храна из тялото. Освен това наличието на различни дихателни пигменти (в това число и хемоглобин), които придават на кръвта различен цвят (в последния случай червен), говори, че кръвта изпълнява и дихателна функция.
Дишането е дифузно, кислородът постъпва през цялото тяло. Специализирани дихателни органи няма.

## Нервна система
При немертини нервната система е добре развита, което е свързано с техния хищнически начин на живот. В предната част на тялото се намират мозъчните ганглии, представени от два чифтни ганглия – единият е разположен над влагалището на хобота, а другия чифт – под него. Двете двойки са свързани с нервни връзки, наречени комисури, които обикалят влагалището на хобота и образуват нервен пръстен. От мозъчните ганглии назад се простират два нервни ствола. При едни те са разположени в епитела, при други между мускулните слоеве, а при трети сред паренхима. Двата нервни ствола са свързани с множество напречни нервни връзки.
Сетивните органи на немертините са представени от т.нар. церебрални органи, странични ямки и очи. Церебралните органи представляват дълбоки каналовидни вдлъбвания, постлани с ресничест епител. Те са обонятелни органи. Страничните ямки също са постлани с ресничест епител и отново имат обонятелна функция. Очите, които притежават само някои видове, са устроени като тези на турбелариите, т.е. те са инвертен тип. Представляват вдлъбване, оградено от пигментни клетки, към дъното на което са насочени светочувствителни клетки. Отворът на вдлъбването е насочен навън, така че светлината преминава най-напред през разклоненията на нервните клетки, преди да достигне до светочувствителния им край.

## Полова система
При немертини половата система е просто устроена. Те са почти само разделнополови животни. Яйчниците и семенниците са многочислени, разположени са странично на редното черво. Извеждането на половите клетки става през временни или постоянни яйцепроводи или семепроводи. Оплождането е външно.
Развитието е с метаморфоза. Ларвата, която излиза от яйцето, има реснички и плува известно време във водата. Тя постепенно се развива във възрастен червей.

## Начин на живот
Немертините живеят предимно на дъното на водоемите. Много малко са плаващите форми. Те имат късо и прозрачно тяло и задната му част е превърната в плавник. Повечето видове са плитководни обитатели, но някои живеят на дълбочина и повече от 1800 m. Отделни видове са паразити в раци и мекотели.

## Класификация
Тип Немертини се разделя на два класа в зависимост от това дали хоботът е въоръжен със стилети или не.
- Клас Anopla. Обхваща бентосни видове, хоботът на които няма стилети. Нервните стволове са разположени сред мускулните слоеве и много рядко в епитела. Церебралните стволове са свръзани с мозъчните ганглии. Този клас включва два разреда:
  - Разред Paleonemertea
  - Разред Heteronemertea:
    - Род Lineus. Към този род се отнасят няколко черноморски вида. Към него се числи и най-дългият известен вид днес, който не се среща в Черно море – Lineus longissimus, достигащ до 30 m дължина при дебелина на тялото около 1 cm.
- Клас Enopla. Обхваща видове, чиито хобот има стилети.
  - Разред Bdellonemertea:
    - Prostoma graecense на дължина достига 10 – 14 mm и дебелина 1 – 2 mm. Върху предната част на тялото има 2 – 3 двойки очи. В България е намиран във Варненското езеро и в бившите Девненски извори.

  - Разред Hoplonemertea

Suborder Monostilifera, Suborder Polystilifera